# Estádio Castor Cifuentes
Het Estádio Castor Cifuentes is een multifunctioneel stadion in Nova Lima, een stad in Brazilië. Het stadion, dat voornamelijk voor voetbalwedstrijden wordt gebruikt, werd vernoemd naar Castor Cifuentes, die van 1932 tot 1935 voorzitter was van de voetbalclub Villa Nova AC. De bijnaam van het stadion is Alçapão do Bonfim.
In het stadion is plaats voor 15.000 toeschouwers. Het werd geopend in 1930 en gerenoveerd in 1989.